# 漫画家残酷物語
『漫画家残酷物語』（まんがかざんこくものがたり）は、永島慎二による日本の漫画作品。1961年から1964年にかけて貸本劇画誌「刑事」（東京トップ社）に連載。永島の出世作であり代表作でもある。
当時としては先駆的な「漫画を描く漫画家」を題材にした漫画作品として今でも青春マンガの金字塔と名高い。青年漫画家たちの漫画への葛藤、苦悩、挫折などのやるせない青春を描いている。
1話完結というスタイルをとっており特定の主人公は居ない。単行本はかつて朝日ソノラマから全3巻で出版されていた（絶版）。
姉妹編として『青春残酷物語』という作品群もあり、『漫画家残酷物語』と共に『黄色い涙シリーズ』と称されているが、こちらはまとまった形での単行本化はされておらず、虫コミックス版『青春裁判』等の短編集などに一部収録されているのみである。

## 単行本
1967-68年：朝日ソノラマ　サンコミックス『漫画家残酷物語』全3巻（全28話のうち19話を収録）
1975年：朝日ソノラマ『漫画家残酷物語（全）』全1巻
1976年：小学館漫画文庫『漫画家残酷物語』全4巻
1993年：朝日ソノラマ『漫画家残酷物語（全）』全1巻
2003年：ふゅーじょんぷろだくと『漫画家残酷物語』2巻まで（全28話のうち20話まで収録）
2010年：ジャイブ『漫画家残酷物語【完全版】』全3巻

## 派生作品
- 唐沢なをき 『漫画家超残酷物語』 -　月刊IKKI連載、 『まんが極道』（のちに『まんが家総進撃』に改題）の前身

## 関連番組
- BSマンガ夜話『漫画家残酷物語』（NHK BS2 2003年11月26日） - ゲストは村上知彦。発表当時の世相や影響などについて語り合った。

## 訳注
1. ↑  https://www.meiji.ac.jp/manga/yonezawa_lib/feature/feature_com_1.html